# Jean Ernoul

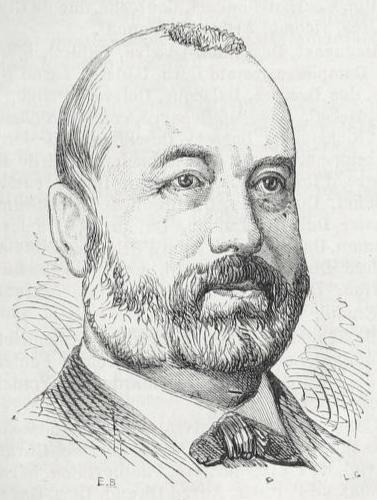
Jean Ernoul

Jean Edmond Ernoul (* 5. August 1829 in Loudun, Département Vienne; † 4. September 1899 in Lussac-les-Églises, Département Haute-Vienne) war ein französischer Politiker.

## Leben
Ernoul war nach dem Studium als Rechtsanwalt in Poitiers tätig, ehe er am 8. Februar 1871 zum Deputierten der Nationalversammlung gewählt wurde und in dieser für die Union des Droites bis zum 7. März 1876 das Département Vienne vertrat.
Vom 25. Mai bis zum 25. November 1873 war er Justizminister in der ersten Regierung von Premierminister Albert de Broglie. Er war Träger des Gregoriusordens.